# Oído de surfista
El oído de surfista es el nombre común de una exostosis o crecimiento óseo anormal dentro del canal auditivo . El oído de surfista no es lo mismo que el oído de nadador , aunque la infección puede resultar como efecto secundario.
La irritación del viento frío y la exposición al agua hace que el hueso que rodea el canal auditivo desarrolle bultos de nuevo crecimiento óseo que contraen el canal auditivo. Donde el canal auditivo está realmente bloqueado por esta condición, el agua y la cera pueden quedar atrapadas y dar lugar a una infección. La condición se llama así debido a su prevalencia entre los surfistas de agua fría . Los surfistas de aguas cálidas también tienen riesgo de exostosis debido al enfriamiento por evaporación causado por el viento y la presencia de agua en el canal auditivo.
La mayoría de los surfistas ávidos tienen al menos algunos crecimientos óseos leves (exostosis), lo que causa pocos o ningún problema. La afección es progresiva, por lo que es importante tomar medidas preventivas temprano, preferiblemente cuando se practica surf. La condición no se limita al surf y puede ocurrir en cualquier actividad con condiciones frías, húmedas y ventosas como windsurf , kayak , vela , jet ski , kitesurf y buceo .

## Síntomas y signos
En general, una oreja estará algo peor que la otra debido a la dirección del viento predominante en el área surfeada  o al lado que más a menudo golpea primero la ola.
Disminución de la audición o pérdida de audición , temporal o continua.
Mayor prevalencia de infecciones de oído , que causan dolor de oído.
Dificultad para evacuar los residuos  o el agua del oído que causa una sensación de taponamiento

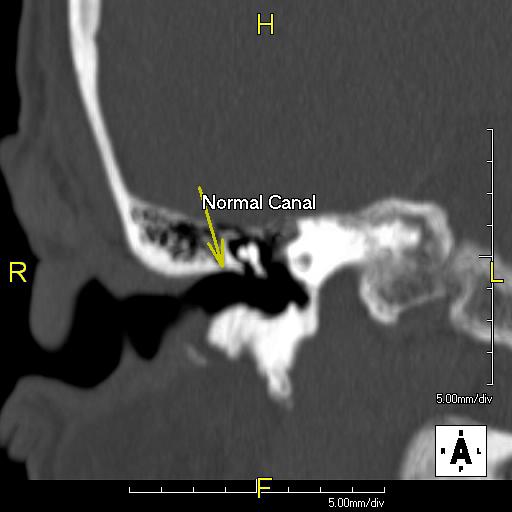
Canal auditivo normal
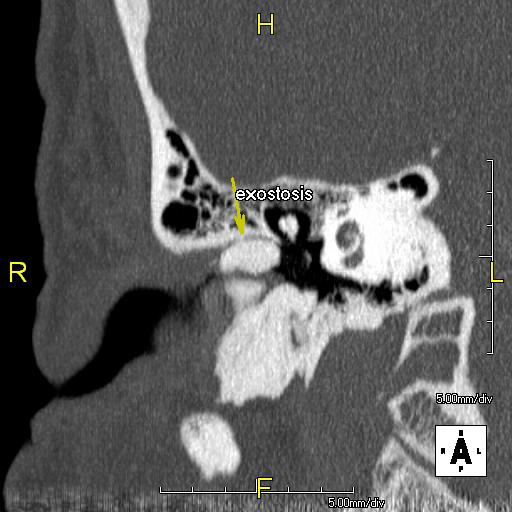
Exostosis en canal auditivo

## Causas
La mayoría de los pacientes se presentan entre los 30 y los 40 años. Es probable que esto se deba a una combinación del lento crecimiento del hueso y la disminución de la participación en actividades asociadas con la oreja de surfista después de los 30 años. Sin embargo, el oído de surfista es posible a cualquier edad y es directamente proporcional a la cantidad de tiempo que se pasa en un clima frío, húmedo y ventoso sin la protección adecuada. 
El canal auditivo normal tiene aproximadamente 7 mm de diámetro y un volumen de aproximadamente 0,8 ml . A medida que la afección progresa, el diámetro se estrecha e incluso puede cerrarse por completo si no se trata, aunque los pacientes generalmente buscan ayuda una vez que el conducto se ha estrechado a 0,5-2 mm debido a la discapacidad auditiva notable. Si bien no es necesariamente dañino en sí mismo, la constricción del canal auditivo de estos crecimientos puede atrapar los desechos, lo que lleva a infecciones dolorosas y difíciles de tratar .

## Diagnóstico diferencial
Si se observan masas en el conducto auditivo externo durante en el examen otoscópico, hay varios diagnósticos diferenciales que se deben considerar, entre ellos, la encefalopatía auditiva externa, los osteomas, el colesteatoma, la queratosis obturante, los pólipos auriculares y los tumores.

## Prevención
El uso generalizado de trajes de neopreno ha permitido a las personas surfear en aguas mucho más frías, lo que ha aumentado la incidencia y la gravedad del oído de los surfistas para las personas que no protegen adecuadamente sus oídos.
- Evitar la actividad durante condiciones extremadamente frías o ventosas.
- Mantener el canal auditivo lo más caliente y seco posible.
- Tapones para los oídos
- Capucha de neopreno
- Gorra de baño
- Casco de buceo

## Tratamiento
La cirugía para extirpar el hueso del conducto auditivo que obstruye se realiza generalmente bajo anestesia general en un quirófano y con la ayuda de un microscopio binocular. La mayoría de los cirujanos de oído utilizan un taladro para extraer el hueso y pueden abordar el área directamente a través del canal auditivo o haciendo una incisión detrás de la oreja y diseccionando la oreja hacia adelante. Al utilizar una técnica de perforación, es importante mantener la piel delgada del canal del oído interno alejada de la fresa para preservar la piel y permitir una cobertura cutánea óptima al final de la cirugía.
Algunos médicos ahora prefieren usar cinceles de 1 milímetro para eliminar el hueso obstructor y entrar directamente a través del canal auditivo. Esta técnica mejora la conservación de la piel. Esta técnica puede, en algunos casos, realizarse bajo sedación con anestesia local .
Durante la recuperación de la cirugía, es extremadamente importante no exponer el canal auditivo al agua para minimizar la posibilidad de infección o complicaciones.
Dependiendo de la condición del canal auditivo y de la técnica quirúrgica utilizada, el canal auditivo puede requerir de varias semanas a varios meses para sanar.
La exposición sin protección de los conductos auditivos al agua fría y al viento después del tratamiento puede provocar el recrecimiento del hueso y la necesidad de operaciones repetidas en el mismo oído.

## Véase  también
- Codo de golfista
- Codo de tenista
- Algunos han descrito la tenosinovitis radial como Pulgar de Nintendo[8]